# 井上順
井上 順（いのうえ じゅん、本名同じ、1947年〈昭和22年〉2月21日 - ）は、日本のタレント、歌手、俳優、コメディアン。東京都渋谷区生まれ・在住。一時は井上 順之（いのうえ じゅんじ）の芸名も使用していた。身長171cm。血液型はAB型。

## 来歴
東京都渋谷区の代々木公園前で馬場を営む家の3人兄弟の末子として生まれ、麻布龍土町で育った。祖父は日本で初めて競走馬を輸入した人物で、富ヶ谷で「井上馬場」を経営していた。父親は馬場専属の獣医師である。父の影響もあり、幼少期は獣医に憧れていた。渋谷区立大和田小学校、渋谷区立松濤中学校卒業。小学校の時は映画が好きで、当時は保護者同伴の場合に小学生は無料であったことから、父親に相当する年齢の男性に付いて入館し、数多く鑑賞した。中学校の卒業集合写真は、ジャズ喫茶に入り浸りたびたび学校をサボっていたため、一同が並ぶ写真の左上で欠席枠に入っている。
1961年（昭和36年）、13歳で、峰岸徹、大原麗子、田辺靖雄、ジェリー藤尾らがいた「六本木野獣会」へ加入し、峰岸にはデビュー前から飲食や遊びなどにしばしば誘われ、峰岸が亡くなるまで弟のような存在だった。
成城学園高等学校在学中に野獣会の仲間とバンド「野獣会オール・スターズ」を組み、銀座や新宿のアシベ、上野のテネシーや池袋のドラムなどで演奏活動をしているときに田邊昭知が率いるザ・スパイダースから「新しい形のスパイダースを作りたい」と声をかけられ、1963年（昭和38年）  成城学園高等学校在学中の16歳のとき加入。加入後はグループ・サウンズ時代の最年少メンバーとして、ツインボーカルを堺正章と、パーカッションは「サイドタンバリン」などと自らネタにしつつ、コンサートMCは堺と共に、それぞれ担当した。後年にフジテレビの『夜のヒットスタジオ』などで見せる軽妙なトークと気さくな性格はこの時期に研鑽され、現在の芸風の基盤を作り上げた。
1970年（昭和45年）、スパイダースが解散した後に「井上順之」と芸名を改めるが、痔を患ったことから「『じ』は良くない」と1973年に「順」へ戻した。
1971年（昭和46年）、24歳のときに『昨日・今日・明日』でソロ歌手としてデビューした。歌手を本業としながら俳優や司会もこなして「ジャーニー!」「ピース!」など数々の流行語を生み出し、シングルも発売し続けた。『ラブラブショー』の共演をきっかけに、資生堂の人気モデル青木エミと大恋愛の末に結婚するが、1982年（昭和57年）夏に離婚して以後、独身である。
フジテレビの『芸能人野球大会』で「堺とデッドボールをぶつけ合う」「乱闘と見せかけて二人で社交ダンスを踊る」などの秀逸なコントが例年見られた。スパイダース解散後も、堺とは仕事を数多く共にして近年はジョイントコンサートを催している。
1976年（昭和51年）から1985年（昭和60年） 、『夜のヒットスタジオ』の男性司会者として最長の9年半の間、3代目司会を務め、干支が一回り上の芳村真理と絶妙なコンビネーションで番組黄金期を築いた。「茶化し」に徹しつつエンターテイナーとして出演者を鼓舞する井上の司会に、当時学生の三谷幸喜は感銘して、映画監督デビュー作の『ラヂオの時間』で「『夜ヒット』の井上順」を彷彿させるキャラクターを登場させ、これを本人が演じた（三谷作品では『3番テーブルの客』や『真田丸』にも起用されている）。
石井ふく子がプロデュースする作品で頻繁に起用されており、「石井組（ファミリー）」の一員と認知されている。
1999年頃から感音性難聴で補聴器を装用している。『夜のヒットスタジオ』で司会者として共演した芳村真理と約30年ぶりにTV番組で対談した際に「迷惑をかけたくない、自分の負の部分を見せたくない。だから30年間共演を避けていた」と、その心境を芳村に打ち明けた。
2002年（平成14年）に放送を開始したNHKの教育番組『ピタゴラスイッチ』で、「テレビのジョン」という犬型ロボット役とフレーミーで声優を担当した。NHKの『みんなのうた』で歌った楽曲「テトペッテンソン」は、インパクトがある歌詞が子どもたちに好評で人気となった。
2012年1月に父親が102歳で他界した。2013年に「見た目が変わらない芸能人」として、『文藝春秋』で市毛良枝、野口五郎、由美かおるらと共に紹介された。
2019年2月、リオン株式会社の「リオネット補聴器アンバサダー」に就任。
2020年1月6日、渋谷区名誉区民に顕彰。同年4月、Twitterアカウントを開設。

## 人物
- 駄洒落の名人で、自らの出演番組内で披露することも多かった。
- 歌手としてはカントリー、フォーク、ジャズ・スタンダードなどを軽妙に歌いこなす。一方、ロックバンド出身でありながら、ロック系の曲は不得手としている。
- 『ネプリーグ』で「ジェームズ・ボンドを日本の芸能人に例えると誰か」とする一般人へのアンケートで、1位に選ばれた。
- 読売ジャイアンツのファンである。
- 葉巻の愛好家。
- 加藤茶とは60年来の親友である。

## 受賞歴
2024年
- 第32回橋田賞特別賞

## 音楽作品

### シングル
| 発売日                       | 規格                 | 規格品番             | 面                   | タイトル                                           | 作詞                 | 作曲                 | 編曲                 |
| フィリップスレコード         | フィリップスレコード | フィリップスレコード | フィリップスレコード | フィリップスレコード                               | フィリップスレコード | フィリップスレコード | フィリップスレコード |
| ---------------------------- | -------------------- | -------------------- | -------------------- | -------------------------------------------------- | -------------------- | -------------------- | -------------------- |
| 井上順とザ・スパイダース名義 |                      |                      |                      |                                                    |                      |                      |                      |
| 1970年4月5日                 | EP                   | FS-1120              | A                    | 人生はそんなくり返し                               | 安井かずみ           | かまやつひろし       | 井上堯之             |
| 1970年4月5日                 | EP                   | FS-1120              | B                    | 本気で君だけを                                     | 安井かずみ           | かまやつひろし       | 井上堯之             |
| 井上順之名義                 |                      |                      |                      |                                                    |                      |                      |                      |
| 1971年4月25日                | EP                   | FS-1189              | A                    | 昨日・今日・明日                                   | 阿久悠               | 都倉俊一             | 都倉俊一             |
| 1971年4月25日                | EP                   | FS-1189              | B                    | ふたり                                             | 阿久悠               | 都倉俊一             | 都倉俊一             |
| 1971年9月25日                | EP                   | FS-1215              | A                    | お世話になりました                                 | 山上路夫             | 筒美京平             | 筒美京平             |
| 1971年9月25日                | EP                   | FS-1215              | B                    | 街はずれの家                                       | 山上路夫             | 筒美京平             | 筒美京平             |
| 1972年1月25日                | EP                   | FS-1235              | A                    | 涙                                                 | 阿久悠               | 都倉俊一             | 都倉俊一             |
| 1972年1月25日                | EP                   | FS-1235              | B                    | 心の中をみて下さい                                 | 阿久悠               | 都倉俊一             | 都倉俊一             |
| 1972年6月5日                 | EP                   | FS-1710              | A                    | 幸福泥棒                                           | 阿久悠               | 都倉俊一             | 都倉俊一             |
| 1972年6月5日                 | EP                   | FS-1710              | B                    | 遠い汽笛                                           | 阿久悠               | 都倉俊一             | 都倉俊一             |
| 1972年12月                   | EP                   | FS-1723              | A                    | ラヴソング                                         | 山上路夫             | 川口真               | 川口真               |
| 1972年12月                   | EP                   | FS-1723              | B                    | おみくじ                                           | 山上路夫             | 川口真               | 川口真               |
| 井上順名義                   |                      |                      |                      |                                                    |                      |                      |                      |
| 1973年                       | EP                   | FS-1744              | A                    | 幸せくん                                           | 南せいじ             | 小林亜星             | 高田弘               |
| 1973年                       | EP                   | FS-1744              | B                    | ふれあい                                           |                      | 小林亜星             | 高田弘               |
| 1973年                       | EP                   | FS-1764              | A                    | 月見草の唄                                         | 山上路夫             | 山下毅雄             | ボブ佐久間           |
| 1973年                       | EP                   | FS-1764              | B                    | じゃがいも                                         | 山上路夫             | 山下毅雄             | ボブ佐久間           |
| 1973年                       | EP                   | FS-1777              | A                    | 虹                                                 | 阿久悠               | 森田公一             | 高田弘               |
| 1973年                       | EP                   | FS-1777              | B                    | 何も言わなくても                                   | 千家和也             | 小林亜星             | 高田弘               |
| 1974年                       | EP                   | FS-1782              | A                    | 愛情物語                                           | なかにし礼           | 都倉俊一             | 都倉俊一             |
| 1974年                       | EP                   | FS-1782              | B                    | 小さな青春                                         | なかにし礼           | 都倉俊一             | 都倉俊一             |
| 1974年12月                   | EP                   | FS-1812              | A                    | 裸足になろう                                       | 永六輔               | 宮川泰               | 竜崎孝路             |
| 1974年12月                   | EP                   | FS-1812              | B                    | 初めての旅                                         |                      |                      |                      |
| 1976年                       | EP                   | FS-2002              | A                    | 友よ泣け                                           | 藤公之介             | 井上堯之             | 川口真               |
| 1976年                       | EP                   | FS-2002              | B                    | 親友                                               | 藤公之介             | 井上堯之             | 川口真               |
| 1976年                       | EP                   | FS-2033              | A                    | ちんちん電車                                       | 井上堯之             | 井上堯之             | 瀬尾一三             |
| 1976年                       | EP                   | FS-2033              | B                    | お隣りさん                                         | 山上路夫             |                      | 萩田光雄             |
| 1978年                       | EP                   | FS-2089              | A                    | アイム・クライド I'm Cried                         | 島武実               | 宇崎竜童             | 船山基紀             |
| 1978年                       | EP                   | FS-2089              | B                    | グッドナイト・マイ・ダーリン Good Night My Daring  | 竜真知子             | マイケル･K･中村      | 萩田光雄             |
| 1979年                       | EP                   | FS-2126              | A                    | いけネェいけネェもういけネェ                       | なかにし礼           | 小田裕一郎           | 前田憲男             |
| 1979年                       | EP                   | FS-2126              | B                    | おそい初恋                                         | なかにし礼           | 井上堯之             | 萩田光雄             |
| リプリーズ                   |                      |                      |                      |                                                    |                      |                      |                      |
| 1980年11月28日               | EP                   | L-381R               | A                    | 風の中                                             | 岡本おさみ           | 吉田拓郎             | 馬飼野康二           |
| 1980年11月28日               | EP                   | L-381R               | B                    | チャップリンのステッキ                             | 岡本おさみ           | 吉田拓郎             | 馬飼野康二           |
| ワーナー・エレクトラ         |                      |                      |                      |                                                    |                      |                      |                      |
| 1986年12月21日               | EP                   | M-3603               | A                    | 微笑をあなたに                                     | 玉井冽 渡辺真子      | 渡辺貞夫             | 野力奏一             |
| 1986年12月21日               | EP                   | M-3603               | B                    | 微笑をあなたに（インストゥルメンタル）             | -                    | 渡辺貞夫             | 野力奏一             |
| ハミングバード               |                      |                      |                      |                                                    |                      |                      |                      |
| 1995年2月                    | 8cmCD                | WPD4-7234            | 1                    | なんとなくなんとなく（ニューボーカル・バージョン） | ムッシュかまやつ     | ムッシュかまやつ     | 井上堯之             |
| 1995年2月                    | 8cmCD                | WPD4-7234            | 2                    | EVERLASTING LOVE 永遠の愛に                        | 井上堯之             | 井上堯之             | 井上堯之             |
| エイベックス・ピクチャーズ   |                      |                      |                      |                                                    |                      |                      |                      |
| 2003年7月24日                | CD                   | AVCA-14750           | 1                    | テトペッテンソン                                   | 佐藤雅彦             | アンリ・デス         | 栗原正巳             |
| 2003年7月24日                | CD                   | AVCA-14750           | 2                    | テトペッテンソン（カラオケ）                       | -                    | アンリ・デス         | 栗原正巳             |

### アルバム

#### オリジナル・アルバム
| 発売日       | 規格         | 規格品番     | アルバム                                 |
| フィリップス | フィリップス | フィリップス | フィリップス                             |
| ------------ | ------------ | ------------ | ---------------------------------------- |
| 1971年       | LP           | FX-8021      | 昨日・今日・明日／井上順之ファースト     |
| 1972年       | LP           | FX-8032      | ラブ ／ 順之とエミの世界 ※共演：青木エミ |

#### ライブ・アルバム
| 発売日       | 規格         | 規格品番     | アルバム                                                                                             |
| フィリップス | フィリップス | フィリップス | フィリップス                                                                                         |
| ------------ | ------------ | ------------ | --- |
| 1973年       | LP           | FX-8075      | 井上順 ハッピー・コンサート ※ 1973年6月9日、東京郵便貯金ホールにて行われたライブを収録したアルバム。 |

#### ベスト・アルバム
| 発売日        | レーベル                 | 規格 | 規格品番  | アルバム           |
| ------------- | ------------------------ | ---- | --------- | ------------------ |
| 1995年1月25日 | フィリップス             | CD   | PHCL-2041 | 井上順 NEW BEST    |
| 2004年9月8日  | ユニバーサルミュージック | CD   | UPCY-6017 | ゴールデン・ベスト |

#### その他
- 井上順のプレイボーイ講座12章（2019年11月20日、テイチクエンタテインメント、TECI-1662）
  - 井上によるプレイボーイ講座のナレーションと「小西康陽とプレイボーイズ」によるバックトラックを収録したアルバム。

## 出演

### 歌番組
- ゴールデン歌謡速報（フジテレビ）※初の歌番組司会
- 火曜歌謡ビッグマッチ（TBS） ※黒柳徹子とのコンビ司会。
- 夜のヒットスタジオ→夜のヒットスタジオDELUXE（フジテレビ）※1000回目記念や復活版、司会者就任前も歌手としてゲスト出演、司会在任中も歌手として数回出演
- ザ・ベストテン（TBS） ※1988年9月8日のみ担当で、『火曜歌謡』以来となる黒柳とのコンビ司会
- NTV紅白歌のベストテン（日本テレビ）※堺正章の代役として司会｡
- ベスト30歌謡曲（テレビ朝日）
- 全日本ドレミファミリー歌合戦（毎日放送）
- BS勝ち抜き歌謡選手権（NHK BS2）
- BS歌謡塾あなたが一番（NHK BS2）
- 日本縦断カラオケ道場（NHK BS2）
- 魅惑のスタンダードポップス（NHK BS2）

### バラエティ
- 12時開演!ヒットパンチショー（フジテレビ）
- わたしの東京世界の東京18時間ワイド（テレビ東京）
- そっくりショー（よみうりテレビ） ※第4期司会
- シャボン玉ホリデー（日本テレビ）※1972年5月-10月の間メインを務めた
- カックラキン大放送（日本テレビ）
- ものまね王座決定戦（フジテレビ）
- コメディー公園通り（NHK総合）
- 土曜だエブリバディ!（朝日放送）
- しんパラ THE NEXT GENERATION（日本テレビ）※ 緒川たまきと共同司会
- ピタゴラスイッチ（NHK Eテレ） - テレビのジョン 役 ※『フレーミーのうた』
- クイズ日本人の質問（NHK総合） - もの知り博士　役 ※佐藤B作と交互出演
- 健康の達人 ※アサヒ緑健提供の通販番組
- ダブルミリオン（BS-i） ※山田愛里と共同司会
- 世界・ふしぎ発見!（TBS） ※初期の頃に不定期出演
- チューボーですよ!（TBS） ※不定期出演（計13回出演）
- Try It（TBS） 司会 ※ミニ番組
- 徹子の部屋（テレビ朝日）2024年3月26日

### テレビドラマ
- 太陽のあいつ（1967年、TBS）
- もうれつ大家族（1969年、フジテレビ）
- 若い恋人たち（1969年-1970年、フジテレビ）
- 花嫁のれん（1971年、フジテレビ） ※井上順之名義
- 焼きたてのホカホカ（1971年、日本テレビ） - 大和三郎 役 ※井上順之名義
- 女・おとこ（1971年、NET） ※井上順之名義
- おふくろの味 第2シリーズ（1972年、日本テレビ） ※井上順之名義
- 桃から生まれた桃太郎（1972年、NHK総合） ※井上順之名義
- 一姫二太郎（1972年、フジテレビ） ※井上順之名義
- ありがとう 第2シリーズ（1972年-1973年、TBS） - 相沢万希男 役 ※当初は井上順之名義で出演していたが、最終回間際に芸名を井上順に戻した。
- 東芝日曜劇場 女と味噌汁25・26・27・31（1973年・1975年、TBS） - 太巻右吉 役
- ありがとう 第3シリーズ（1973年 - 1974年、TBS） - 寺川明子（中央明子） 役
- 時間ですよ・昭和元年（1974年 - 1975年、TBS）
- ありがとう 第4シリーズ（1974年 - 1975年、TBS）- 依光七生 役
- 明日がござる（1975年 - 1976年、TBS） - 世渡政二郎 役
- 三男三女婿一匹（1976年-1977年、TBS） - 桂健太郎 役
- 今日だけは（1977年、TBS） - 兵童恵介 役
- 晴れのち晴れ（1977年-1978年、TBS） - 磯貝俊彦 役
- 三男三女婿一匹 第2シリーズ（1978年、TBS） - 桂勇気 役
- 火の航跡（1978年、フジテレビ）- 楠本 役
- 三男三女婿一匹III（1979年 - 1980年、TBS） - 桂正太郎 役
- 俺んちものがたり!（1980年 - 1981年、TBS） - 春野大吉 役
- 俺はご先祖さま（1981年 - 1982年、日本テレビ） - 飛沢英俊 役
- NHK特集 ドラマ礼文島（1986年12月21日、NHK総合） - 木村洋一 役
- おさな妻! ママはあぶない17才!!（1987年7月20日放送、フジテレビ系「月曜ドラマランド」）
- カッ飛び!ヤンヤン姫 第1話（1988年、テレビ東京） - 水戸黄門 役
- 松本清張サスペンス・愛と空白の共謀（1988年、関西テレビ・松竹）
- 乱歩賞作家サスペンス「凶悪のマース」（1989年、関西テレビ・東宝）
- 愛し方がわからない（1989年、TBS） - 宇野 役
- 月曜ドラマスペシャル 温泉仲居番頭物語（1990年、TBS）
- 松本清張の老春（1990年、読売テレビ・松竹） - 太田栄造 役
- 火曜サスペンス劇場「真夜中に微笑む女」（1990年、日本テレビ・メリエス） - 刑事・小松原亮 役
- ああ相続（1991年、TBS）
- 素浪人無頼旅II（1992年、テレビ朝日） - 時雨恋之介 役
- 世にも奇妙な物語 「マジシャンのポケット」（1992年、フジテレビ） - ジャッキー小泉
- かあさんはドン? 1〜3（1992年-1993年、TBS）
- 愛しの刑事（1992年-1993年、テレビ朝日） - 中野慶一 役
- 家族の物語（1993年、TBS）
- 四匹の用心棒V かかし半兵衛無頼旅（1993年、テレビ朝日・東映） - 赤星梅之助 役
- ひとり家族（1994年、TBS）
- HOTEL 第4シリーズ第11・12話（1995年、TBS） - 神谷辰彦 役
- 魔の季節（1995年、TBS） - 根岸吾郎 役
- 正義は勝つ（1995年、フジテレビ） - 大内将雄 役
- もういちど家族（1995年、TBS）
- 坊っちゃんちゃん（1996年、TBS） - 教頭 役
- こんな私に誰がした（1996年、フジテレビ） - 山下宗一郎 役
- 3番テーブルの客 第5話（1996年、フジテレビ）
- 番茶も出花（1997年-1998年、TBS） - 長野豊 役
- 物書同心いねむり紋蔵（1998年、NHK総合） - 捨吉 役
- 救急ハート治療室 第4話（1999年、フジテレビ） - 井上圭太 役
- 渡る世間は鬼ばかり第4シリーズ - 第8シリーズ・第10シリーズ（1998年 - 2007年・2010年 - 2011年、TBS） - 宗方直之 役
- 億万長者と結婚する方法（2000年、日本テレビ） - 田代 役
- 新宿暴走救急隊 第2話（2000年、日本テレビ） - 太田 役
- 20歳の結婚（2000年、TBS）
- 大河ドラマ（NHK総合）
  - 北条時宗（2001年） - 一条実経 役
  - 真田丸（2016年） - 織田有楽斎 役
  - いだてん〜東京オリムピック噺〜（2019年） - 津島寿一 役
- 金田一少年の事件簿 魔術列車殺人事件（2001年、日本テレビ） - ピエロ左近寺 役
- ルーキー!（2001年、フジテレビ） - 榊原清治 役
- ゼニゲッチュー!! 第4話（2001年、日本テレビ）
- 救命病棟24時 第2シリーズ第2話（2001年、フジテレビ） - 田中信孝 役
- 死を呼ぶ降霊実験!新米ツアコン典子の心霊スポットバスツアー（2001年、フジテレビ） - 等々力幸之助 役
- 明るいほうへ 明るいほうへ（2001年、TBS） - 商品館の客 役
- 月曜ミステリー劇場 ホステス探偵危機一髪4（2002年、TBS） - 石川吾郎 役
- またも辞めたか亭主殿〜幕末の名奉行・小栗上野介〜（2003年、NHK総合） - 安藤信正 役
- ゆうれい、貸します〜お染・恋の七変化〜 第2話（2003年、NHK総合） - 応斎 役
- 昨日の友は今日の敵?（2004年、NHK総合） - 山田信也 役
- それは、突然、嵐のように…（2004年、TBS） - 楠本藤一郎 役
- よい子の味方（2004年、TBS） - ミスターK 役
- 弟（2004年、テレビ朝日） - 日活の警備員 役
- 雪の女王 第5話（2005年、NHK総合） - カスパ 役
- ごくせん 第2シリーズ（2005年、日本テレビ） - 黒川銀治 役
- 警察庁・内偵監察官 桜沢葵の事件簿（2005年、TBS） - 八木春男 役
- 笑う三人姉妹（2005年、NHK総合） - 室岡 役
- 美空ひばり誕生物語 おでことおでこがぶつかって（2005年、TBS） - 川田晴久 役
- アンフェア（2006年、フジテレビ） - 久留米隆一郎 役
- アテンションプリーズ（2006年、フジテレビ） - 太宰晋一郎 役
- 紅の紋章（2006年、フジテレビ） - 川田政吉 役
- 大女優殺人事件（2007年、日本テレビ） - 沼崎彰 役
- 女の一代記『向井千秋〜夢を宇宙に追いかけた人〜』（2007年、フジテレビ） - 内藤喜久男 役
- 栞と紙魚子の怪奇事件簿（2008年、日本テレビ） - 段一知 役
- アテンションプリーズスペシャル（2008年、フジテレビ） - 太宰晋一郎 役
- 付き人女優・安野すみれ 楽屋裏事件ファイル（2009年、テレビ東京） - 剣持一平 役
- 筆談ホステス〜母と娘、愛と感動の25年。届け!わたしの心〜（2010年、TBS） - 小橋史生 役
- バラ色の聖戦（2011年、テレビ朝日） - 星野進 役
- 金曜プレステージ 女医・倉石祥子（2012年、フジテレビ） - 安永弘道 役
- D×TOWN「痕跡や」（2012年、テレビ東京） - 織原 役
- イロドリヒムラ 第4話（2012年、TBS） - 神様 役
- 居酒屋もへじ2 -あなたとわたし-（2013年、TBS） - ジミー坂田 役
- 天下無双 皇室の宝（2014年1月1日・1月2日、NHK BSプレミアム） - 藤田 役 ※ドラマ部分
- HERO（2014年、フジテレビ） - 国分秀雄 役
- シンデレラデート（2014年、東海テレビ） - 山本幸三 役
- ドクターX〜外科医・大門未知子〜 第3期第5話（2014年、テレビ朝日） - 田中信五 役
- 戦う!書店ガール（2015年、関西テレビ）
- 洞窟おじさん（2015年、NHK BSプレミアム） - 砂川義夫 役
- スペシャリスト 第1話（2016年、テレビ朝日） - 君原兼文 役
- 女くどき飯 Season2 第4話（2016年、毎日放送・TBS） - 広澤伸介 役
- やけに弁の立つ弁護士が学校でほえる 第3話・第6話（2018年、NHK総合） - 小柴三郎 役
- メゾン・ド・ポリス（2019年、TBS） - 本郷幸成 役
- Heaven? 第9話（2019年、 TBS） - 日比野毅 役
- 連続テレビ小説（NHK総合）
  - ファイト（2005年） - 今岡篤 役
  - エール（2020年） - 木下一 役
  - おかえりモネ（2021年） - 安西和将 役[17]
  - らんまん (2023年)　- 佐藤弘 役
- わたしのお嫁くん 第1話（2023年4月12日、フジテレビ） - 金城太一 役
- 藤子・F・不二雄 SF短編ドラマ『定年退食』（2023年4月16日、NHK BSプレミアム） - 吹山 役 [18]
- VIVANT 第5話（2023年8月13日、TBS） - 乃木寛道 役[19][20]
- わが家は楽し - 家具屋のナベさん 役（2025年3月13日、TBS）[21]

### 通販番組
- 井上順の7日間お世話になります!

### 映画
- 西のペテン師東のサギ師（1971年、東宝、福田純監督） - 主演・犬太郎 役
- グアム島珍道中（1973年、東宝、岩内克己監督） - 主演・犬丸淳吉 役
- 愛ってなんだろ（1973年、松竹、広瀬襄監督）
- ムツゴロウの結婚記（1974年、松竹、広瀬襄監督） - 主演・ムツゴロウ 役
- 善人の条件（1989年、松竹、ジェームス三木監督） - 柳田謙 役
- 流転の海（1990年、東宝、斎藤武市監督） - トニーオカダ 役
- ラヂオの時間（1997年、東宝、三谷幸喜監督） - 広瀬光俊・ハインリッヒ 役
- ナイン・ソウルズ（2003年、東北新社、豊田利晃監督） - 中山 役
- John and Jane Doe（2004年、パル企画、坂上忍監督）
- 60歳のラブレター（2009年、松竹、深川栄洋監督） - 佐伯静夫 役
- 恋愛戯曲 〜私と恋におちてください。〜（2010年、ショウゲート、鴻上尚史監督） - 中川康博 役
- ちょんまげぷりん（2010年、ジェイ・ストーム、中村義洋監督） - 殿間知治 役
- JAZZ爺MEN（2011年、宮武由衣監督） - 主演・後藤宗助 役
- シグナル〜月曜日のルカ〜（2012年6月9日、ショウゲート、谷口正晃監督）
- 百年の時計（2012年10月20日、ブルー・カウボーイズ、金子修介監督） - 神高邦男 役
- ばしゃ馬さんとビッグマウス（2013年、吉田恵輔監督） - 馬淵治 役
- 六月燈の三姉妹（2013年11月9日先行公開、2014年5月31日全国公開、佐々部清監督） - 町内会長 役
- 東京難民（2014年2月22日、ファントム・フィルム、佐々部清監督） - 鈴本 役
- 群青色の、とおり道（2015年7月11日） - 倉田大樹 役
- 八重子のハミング（2016年） - 中村正義 役
- 星くず兄弟の新たな伝説（2018年） - アストロ南北 役

### ラジオ
- 順と真利子の白昼堂々（TBSラジオ）
- 井上順のサンデーTOKYO（TBSラジオ）
- 井上順之の歌謡大作戦（文化放送）
- 電リク'75（文化放送）
- ロッテ・歌謡紅白ベストテン（文化放送）
- 井上順・真理ヨシコのホイホイルーム（ニッポン放送）
- 井上順の週刊No.1（ニッポン放送）
- 井上順のルンルンジャーニー（RKBラジオ。九州6局ネット）

### 舞台
- ドント・トラスト・オーバー30
- 売らいでか! - 左とん平の代役。
- 九十歳。何がめでたい（朗読劇）
- 川中美幸 特別公演 フジヤマ「夢の湯」物語（明治座）

### MV
- 渡り廊下走り隊「バレンタイン・キッス」c/w『夕陽のいじわる』（渡辺麻友）
  - 2011年2月2日にポニー・キャニオンから発売されたCDに添付された特典映像DVDで、「夜のヒットスタジオ」で渡辺麻友が「夕陽のいじわる」を歌唱する場面で、司会者として芳村真理と共にトークや曲紹介をする。
- AKB48 ハート・エレキ（2013年、金子修介監督） - GS伝説の男・ジミー 役

### CM
- コカ・コーラ「バーベキュー」編（1964年）
- 森永製菓
  - おっとっと
- 小西六写真工業（現・コニカミノルタ）
  - ジャーニーコニカ
  - ピッカリコニカ
  - ジャスピンコニカ
  - ジャスピンスーパー
- いすゞ自動車
  - ジェミニ（1974年）
- 100満ボルト
- 第一製薬（現・第一三共ヘルスケア）
  - シャント
- 興和
  - キャベジンコーワ顆粒
- 国内信販
- 日産自動車
  - ノート 「エコ・バリュー カンガルー試乗」篇 ※「エコスイッチがついたNOTE、お試しあれ」のナレーション
  - ノート 「エコ・バリュー キューブ体感」篇 ※「インディゴソファーのCUBE、お試しあれ」のナレーション
- LIXIL
  - 「暮らしを育てる。」シリーズ（2012年 - ） ※オリジナルソング『“リクシル”のうた』も歌唱
- ネスレ
  - キットカット 受験生応援ショートフィルム 「ふたりのきっと、」（2014年） - おじいちゃん 役
- ベルコ
- リオン リオネット補聴器 (2020年4月4日 -) [22]
  - 「補聴器で生まれ変わる」篇 - 本田望結と共演。毎日放送「サタデープラス」にて放映。
  - 「心の声」篇 - BS日テレ「歌謡プレミアム」、「笑点　特大号」にて放映。

## 『夜のヒットスタジオ』での「洒落」
1976年（昭和51年）4月から、初代三波伸介に代わり芳村真理の3代目パートナーとして『夜のヒットスタジオ』司会に抜擢された。
井上が、相手役の芳村、ゲスト歌手、「ご対面」ゲストとして登場した一般人、などあらゆる人物を「茶化し」て「冗談」や「駄洒落」などのジョークを連発すると、芳村が受け流して軌道修正する絶妙のコンビネーションが確立され、視聴者らに好評を博した。井上は「テレビに不慣れな歌手の緊張感をとにかくほぐして、その人が気持ちよく歌ってもらえるようにするための策として『茶化し』や『シャレ』などを多用した」と語り、芳村は「歌の時は、順ちゃんでさえも相当緊張していた。だから、歌手の緊張感を同業者としての視点から誰よりもよく分かっていた」と評価している。
その一方で、司会末期は井上が知らないジャンルの歌手やバンドが増えたこともあり、若手や新人をジョークで茶化すことが芸能界の悪習だとして、歌手やファンの怒りを買うケースも生じていた。また、シーナ&ザ・ロケッツの出演時に鮎川誠の出自へ不用意に言及するなど、無神経だと指摘されることもあった。

### 芳村真理関連
芳村の衣装を「茶化し」たり「駄洒落」にするものが多かった。
- カトリーヌ・ドヌーヴから「カトリーヌ・ドブース」。
- 黒澤明監督の映画「蜘蛛巣城」から、芳村のモジャモジャとした髪型や濃い目のメイクを「蜘蛛巣城」。
- 中森明菜が初登場した際に、中森の楽曲『少女A』から「老婆A」（1982年9月20日放送分）。
- 白いマント風コートを羽織る姿を「月光仮面」。
- パンク風の髪型を「（今日の東京が）外はみぞれでね風が強いってことが分かりますよ」（1985年3月11日放送分）。
- 石川さゆりに年齢を尋ねた直後、23歳年上の芳村へ「ちょうど倍ですね」。
- 番組内でテレビ電話を初めて使用した際に、その画面を指差して「芳村さんの場合はここに皺がたくさん……」。
- 「芳村さんなんか"はちまきおじさん"と呼ばれてるんですから」
- 「女の子が髪形を変えるときは何かがある」と語る芳村の髪を注視して「毎週何かあるんですか？」。
- 西城秀樹が老人風の特殊メイクでオープニングメドレーに登場すると、芳村を示しながら「僕は女の人のこういう皮膚は、いつも毎週見てるからどうってこともないけど」（1985年7月10日放送分）。
- 生本番当日の芳村のリムジン車内の映像を見て、「あ、車の中でお化粧して。だからだいぶズレているんですね。顔が。」（1985年3月25日放送分）。
- 芳村の衣装から、芳村の顔を「月見草と団子」、チャイナドレス風のスカートを「チャイナ服はよほど自信がある人じゃないと着れませんよ」、金髪風のカツラを「急に金髪が嫌いになりました」（1984年12月24日放送分）など。

### ゲスト歌手関連
- 沢田研二が勝手にしやがれを歌う際、演出で用意していた煙が多くですぎスタジオが煙たくなった際「すみません、スタジオ内でタバコを吸う人がいたもんで」、「カラーじゃない人がもしかしたら、ジュリーってのは忍術使いかなって思ったりして」（1977年5月23日放送分）。
- 西城秀樹が青年将校風の服装で登場した際に「今日は『麦と兵隊』でも歌うの?」。
- 彼岸の時期に梓みちよがゲスト出演した際に「梓、寒さも彼岸まで」。
- 秋季に梓が露出度の高い衣装で登場した際に「めっきり暑くなってまいりましたね」。
- 「ポスト山口百恵」の急先鋒として松田聖子が初登場したときに「郵便受け百恵ちゃん」（1980年4月28日放送分）。
- ダーク・ダックスなどの年配やベテランの歌手が登場する際に「今日は○○さんで見事に年齢層が上がりました」。
- 山口百恵が「下半身の体型がふくよかであることを気にしている」と発言した際に「下半身沈殿デブ」。
- 芳村が「山口百恵の衣装が戦闘服みたい」と発言した際、当日の芳村の装いと化粧を「服がガッチャマンで、顔がガッチャマン」。
- 「中森明菜が風邪を引きやすい体質」の話題で「か細い人は風邪を引きやすい」との会話から、中森の足首を見て「丈夫な足してるじゃない」。
- 吉川晃司が過激な衣装でオープニングメドレーに登場した際、洒落て「冗談じゃ済まないよ」（1985年3月11日放送分）。
- 中井貴一が持ち歌披露の直前で緊張している際に「僕みたいに朗読すればいい」。
- 渡辺真知子の『かもめが翔んだ日』を「かもめがかもめって言うかね？かもめが翔んだ日」と紹介。
- 小柳ルミ子の八重歯を「吸血鬼、ドラキュラみたい」。
- 長渕剛が歌の準備に入る前に、井上自ら楽譜を置きに行き、さらにはアコースティックギターを持って歌おうとした。
- 歌手が作ってきた料理を食べ、わざと苦しむふりをする（松田聖子や高田みづえほか）。

## 井上順を演じた俳優
- 渡辺凱（女優 麗子〜炎のように、テレビ東京、2013年3月6日）

## 著書
- 『グッモー!』パルコエンタテインメント事業部, 2021.10(ISBN 9784865063684)